# Michiel Huisman
Michiel Huisman (phát âm tiếng Hà Lan: [miˈɣil ˈɦœysmɑn]; sinh ngày 18 tháng 7 năm 1981) là một nam diễn viên, nhạc sĩ người Hà Lan-Mỹ.